# Heizleiste

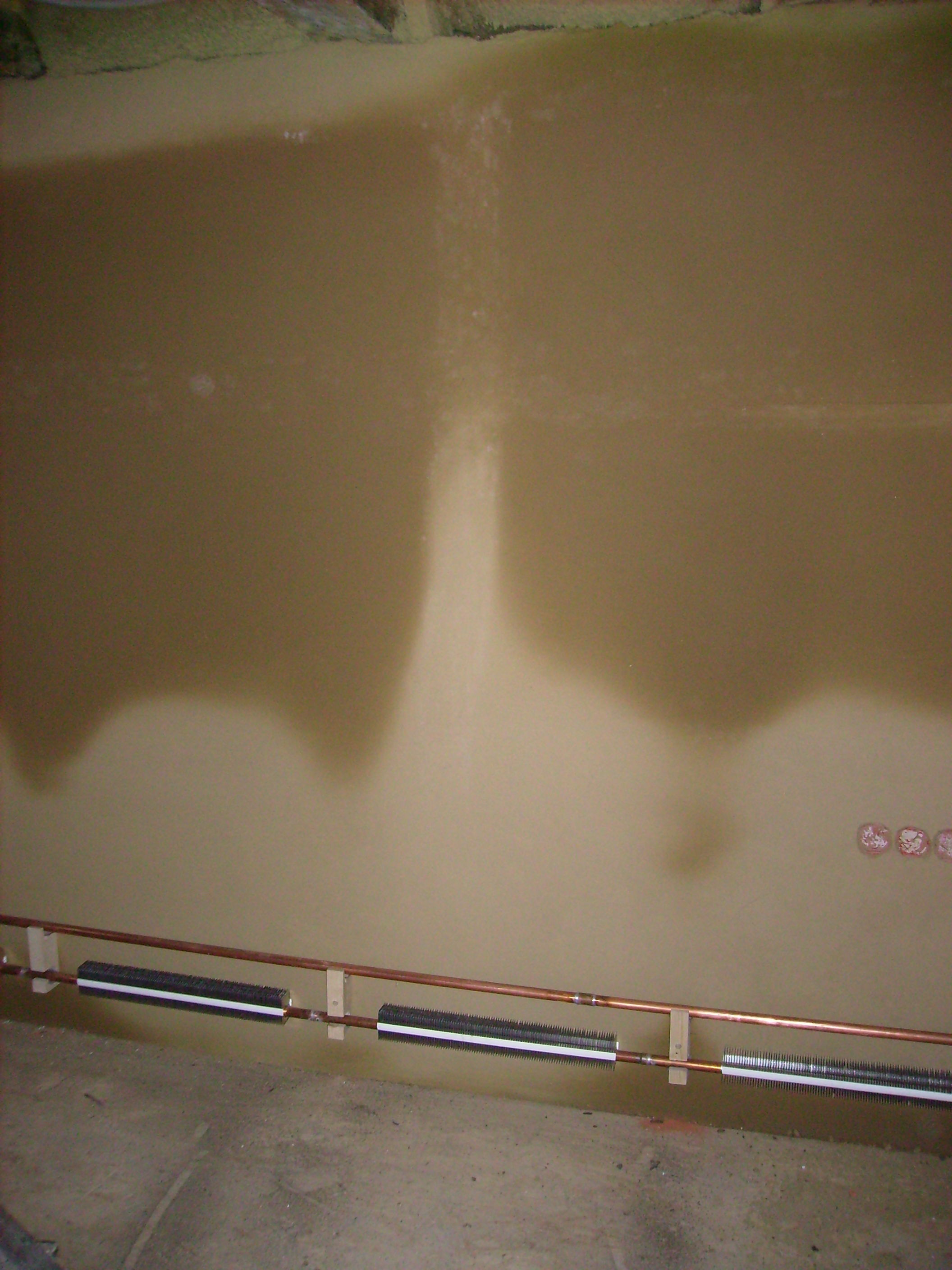
Das Foto zeigt wie der frisch aufgebrachte Lehmputz durch die seit drei Tagen laufende Fußleistenheizung allmählich von unten her austrocknet. An der helleren Farbe sind die unter dem Putz liegenden Fachwerkbalken zu erkennen, da die Putzschicht hier dünner ist und schneller austrocknet.

Die Heizleiste, Sockelheizleiste oder Fußleisten-Konvektor ist ein Heizkörper für Räume in Gebäuden. Sie verläuft meist an der Innenseite der Außenwände dicht über dem Fußboden und ist Bestandteil einer Sockelleistenheizung, die auch Fußleistenheizung oder Randleistenheizung genannt wird.
Ab einer gewissen Temperatur steigt die von der Heizleiste erwärmte Luft senkrecht entlang der Wand auf. Die von der Luft konvektiv erwärmte Wandoberfläche gibt dann Wärmestrahlung an den Raum ab. Der Effekt ist vergleichbar mit einer direkten Wandheizung, die verschiedene bauphysikalische, bauklimatische und physiologische Vorteile hat, siehe auch Thermische Behaglichkeit. Voraussetzung bei Verlegung entlang einer Außenwand sind jedoch eine ausreichende Temperatur der Heizleiste und ein zeitgemäßer Dämmwert der Wand.
Die direkte Wärmeabstrahlung von Heizleisten ist meist vergleichsweise gering. Elektrisch beheizte Sockelleisten erreichen höhere Temperaturen und können so deutlich mehr Wärme abstrahlen, wenn sie nicht durch Möbel, Vorhänge und Einbauten verdeckt werden. Rippenrohre sind meist mit einer Verkleidung versehen, welche die Wärmeabstrahlung behindert. Insbesondere Verkleidungen aus Holz reduzieren die direkte Wärmestrahlung deutlich. Lackiertes Blech strahlt die Wärme dabei noch besser ab als blankes Metall.
Im Gegensatz zu Fußbodenheizungen mit meist unter 30 °C und Wandheizungen mit ca. 35 °C Vorlauftemperatur benötigen wasserführende Fußleistenheizungen meist Vorlauftemperaturen von über 45 °C, um die Konvektion in Gang zu bringen. Wenn eine Wärmepumpe als Wärmequelle verwendet wird, sollte darauf geachtet werden, dass diese auch bei entsprechenden Vorlauftemperaturen eine zufriedenstellende Jahresarbeitszahl erreicht. Brennwert- und insbesondere Pellet-Heizkessel können mit den erforderlichen Vorlauftemperaturen betrieben werden, ohne dass sich der Wirkungsgrad nennenswert verringert.
Gegenüber einem unverkleideten Heizelement und einer Verkleidung mit oberer horizontaler Sichtblende (welche die freie Luftströmung bremst), kann eine unten und oben offene Verkleidung die konvektive Wärmeabgabe steigern. Siehe Kamineffekt.
Wird die wärmedurchlässige Verkleidung der Heizleiste weiter hochgeführt, erhält man eine Wandheizung im Vorsatzschalensystem in der Art einer Hypokaustenheizung.
Die Sockelleistenheizung hat allgemein einen geringen Platzverbrauch, kann in der Altbausanierung auf einfache Weise nachträglich installiert werden und ist aufgrund ihrer geringen Höhe sehr gut zur platzsparenden Installation unter Dachschrägen von ausgebauten Dächern geeignet.

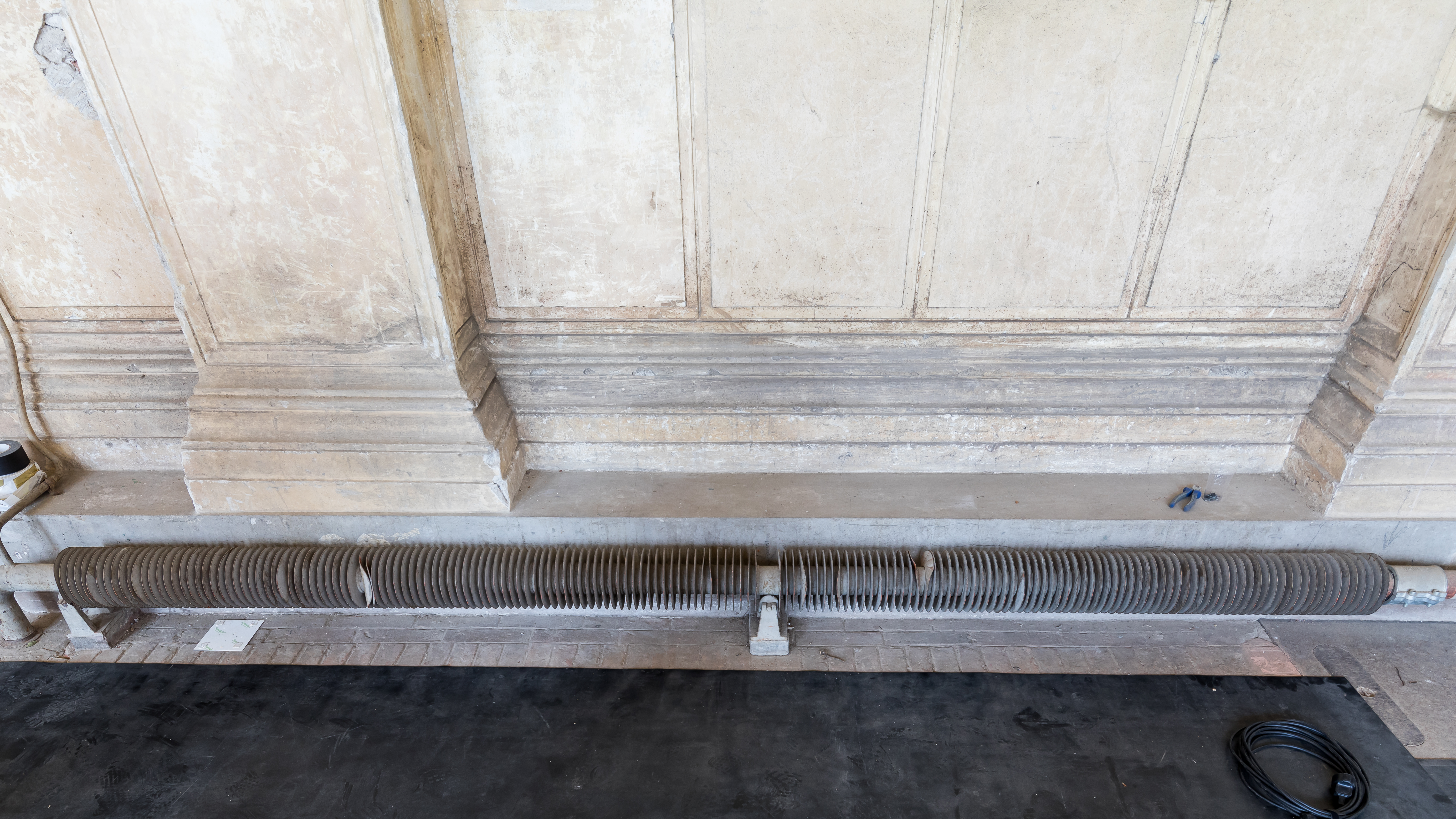
Rippenheizrohre der Orangerie von Schloss Sanssouci

## Aufbau
Zwei grundsätzlich verschiedene Bauformen herrschen vor:
- Ein Hohlkammerprofil aus Aluminium, seltener ein Profil aus Stahlblech, welches zugleich als Heizelement dient und die Ansichtsfläche bildet, erzeugt überwiegend Strahlungswärme. Diese Heizelemente werden oft so kompakt ausgeführt, dass sie sich kaum von einer gewöhnlichen Fußleiste unterscheiden lassen, müssen aufgrund der geringen Fläche aber auf eine höhere Temperatur gebracht werden, um eine nennenswerte Heizleistung zu erreichen. In Ländern mit sehr niedrigen Stromkosten werden die Profile elektrisch beheizt. Wasserführende Systeme können nur zusammen mit einem Festbrennstoff-Heizkessel sinnvoll eingesetzt werden, der mit einer hohen Vorlauftemperatur arbeitet. Die Leisten werden mit Formstücken montiert, welche Innen- und Außenecken sowie Anschluss- und Montageöffnungen überdecken.
- Ein Heizelement, welches auch als Lamellenrohr, Rippen(heiz)rohr, Thermoleiste oder Konvektor bezeichnet wird, erwärmt Luft, die an der Wand entlang aufsteigt und diese auch erwärmt. Zusätzlich benötigt werden Halterungen, die auch als Wandbügel bezeichnet werden, und der Verkleidung, die aus einem oder aus mehreren Leisten, Profilen oder Tafeln bestehen kann. Passende Verkleidungen aus Kunststoff, Holz, Aluminium oder Stahlblech werden meist vom Hersteller der Heizleiste angeboten, können aber relativ einfach aus Holz, Holzwerkstoffen, Blech oder Gipskarton selber gefertigt werden.

Wenn Möbel wie Schränke und Kommoden entlang der beheizten Wand aufgestellt werden sollen, kann es sinnvoll sein, bereits im Rohbau oder beim nachträglichen Aufbringen einer Innendämmung eine horizontale Aussparung in der Außenwand zur Installation der Heizleisten vorzusehen. Zur Vermeidung von Schimmel ist es bauphysikalisch meist erforderlich, eine Luft-Zirkulation hinter geschlossenen Möbeln zu ermöglichen. Zwischen Rückwand des Möbelstücks und Außenwand sollten einige Zentimeter Platz verbleiben. Wenn die Heizleiste zu stark aufträgt, müssen in der Regel auch die Möbel mit einem entsprechenden Abstand zur Außenwand aufgestellt werden. Auch wenn dies bauphysikalisch sinnvoll ist, sollen die Möbel häufig aus optischen Gründen sowie zur Raumersparnis nicht allzu weit von der Außenwand abgerückt werden.
Bei vielen modernen Regalen und Schränken ist es jedoch möglich, eine Aussparung für die Heizleiste im Möbelstück selber vorzusehen, so etwa auch bei Einbauküchen. Innerhalb und möglichst auch außerhalb des Möbelstücks muss dann eine Zirkulation der erwärmten Luft möglich sein. Es kann sinnvoll sein, die Heizleiste mit Gitter o. ä. zu umgeben, um den direkten Kontakt von temperaturempfindlichen Gegenständen mit der Heizleiste zu vermeiden.

## Funktion
Eine Sockelleistenheizung ist keine Niedertemperaturheizung wie Fußboden- und Wandheizungen. Erst ab einer gewissen Heizleistung, die neben der Größe und Geometrie von Verkleidung und Heizelement insbesondere von der Oberflächentemperatur der Elemente abhängig ist, kann sich ein Luftstrom einstellen, der – wie gewünscht – entlang der Außenwand aufsteigt und die Wandoberfläche erwärmt.
Bis dahin vermischt sich die aufsteigende Luft mit der an der kälteren Außenwand herabsinkenden Strömung und beide werden ins Rauminnere abgelenkt.
Dies gilt besonders vor verglasten Flächen mit schlechtem bis mittlerem Dämmwert.
In einem Raum ohne Beheizung kühlt sich die Raumluft bei niedrigen Außentemperaturen an der Außenwand ab und sinkt zu Boden. Bei einer niedrigen Heizleistung vermischt sich die von der Sockelleistenheizung erwärmte Luft mit der absinkenden kälteren Luft oberhalb der Heizleiste und vermag die Temperatur der Außenwand nicht spürbar anzuheben. Es ist umstritten, welchen Einfluss Oberflächentemperatur und Gestaltung der Heizleisten, Aufbau der Außenwand und Temperaturverhältnisse auf die Wirksamkeit und Effektivität des Heizsystems haben.
Eine Verbesserung der Heizleistung kann durch den Kamineffekt erreicht werden, der sich hinter der vertikalen Verkleidung des Heizelements einstellt.
Eine Verlängerung der Verkleidung von 50 cm auf 100 cm etwa kann die Heizleistung um rund 20 % erhöhen. Je nach Wärmedurchlasswiderstand des Materials strahlt die erwärmte Fläche der Verkleidung zusätzlich Wärme in den Raum ab, was physiologisch vorteilhaft ist. Bei wärmedurchlässigem Material wie Gipskarton oder Blech wirkt die Verkleidung als Wandheizung.
In der Regel müssen Heizleisten immer entlang der Außenwände angebracht werden, um alle Außenwände vollständig und raumseitig zu erwärmen.
Es sind zwei Betriebszustände zu unterscheiden:
1. Die Aufheizphase mit einer erhöhten Temperatur der Heizleiste (bis zu 60 °C bei schlecht gedämmter Außenwand), die nötig ist, um dem an der Außenwand herabsinkenden Kaltluftstrom entgegenzuwirken, bis sich die Wandtemperatur soweit erhöht hat, dass sich ein Auftrieb entlang der Wandoberfläche einstellt.
2. Die Erhaltungsphase mit stabiler Luftzirkulation im Bereich der Außenwand und mit möglichst geringer Luftströmung im Raum.

Der Übergang zwischen den Betriebszuständen regelt sich typischerweise durch die vorhandenen Heizkörper-Thermostate.
Dies entspricht weitgehend dem Verhalten einer Warmwasserheizung mit gewöhnlichen Kompakt-Konvektoren, bei denen sich in der Aufheizphase jedoch eher eine lokale Zirkulation in Wandnähe ausbildet, während es bei einer Sockelleistenheizung zunächst zu einer Bildung von zwei Luftwalzen kommen kann: eine kleinere im oberen Bereich der Wand und eine größere im gesamten übrigen Raum. Es wird teilweise dazu geraten, Räume mit Sockelleistenheizung gleichmäßig zu beheizen und etwa auf eine nächtliche Temperaturabsenkung zu verzichten, um die Aufheizphase zu vermeiden und bei einer Warmwasserheizung generell mit einer niedrigeren Vorlauftemperatur auszukommen.
In der Aufheizphase erwärmen sich die mit aufsteigender Warmluft beaufschlagten Wandoberflächen. Gemäß den Gesetzen der Strahlungsphysik gibt ein Körper, der wärmer ist als seine Umgebung, Wärmestrahlung ab. Da die meisten Baustoffe (Putz, Tapete, Mauerwerk, Beton, Holz usw.) Absorptions-/Emissionskoeffizienten größer als 90 % besitzen, wird die Wärmeenergie somit überwiegend als Strahlung abgegeben und ankommende Strahlung überwiegend wieder reflektiert.
Einen historischen Sonderfall stellt die römische Hypokaustenheizung dar, bei der Rauchgase in sogenannten tubuli Wände in Badhäusern erwärmten. Da jedoch unterhalb der Fußböden mächtige Feuer tagelang brennen mussten, um die gesamte Baukonstruktion periodisch auf die gewünschten 40 °C bis 60 °C zu erhitzen, kann hier aber nicht von einem energieeffizienten Betrieb ausgegangen werden.
Die zusätzliche Installation von Heizleisten entlang der Innenwände kann sinnvoll sein, um die Temperatur des Heizkreises im Betrieb mit Wärmepumpe oder Solaranlage niedrig zu halten. Gerade bei einer nachträglichen Installation im Altbau ergibt sich hierbei durch die Notwendigkeit, die Türöffnungen zu umgeben, oft ein hoher Aufwand.
Beheizte Fußleisten, die keine Lufteintritts- und -austrittsöffnungen zur Verstärkung der thermischen Konvektion besitzen, können nur bei geringer Heizlast oder hohen Betriebstemperaturen zur alleinigen Beheizung eines Gebäudes dienen. Sinnvoll einsetzen lassen sie sich darum vorwiegend mit der hohen Anlagentemperatur eines Festbrennstoffkessels sowie mit elektrischer Beheizung (in Ländern, in denen Elektroenergie billig ist).

### (Hüllflächen-)Temperierung und Trocknung feuchter Außenwände
Heizleisten werden in der Altbausanierung und Denkmalpflege auch eingesetzt, um
- den Aufstieg von Bodenfeuchte durch Mauerwerk zu unterbinden („thermische Horizontalsperre“),
- den Feuchtigkeitsgehalt der Wände zu verringern – dadurch wiederum erhöht sich die Dämmwirkung der Wand und die Aktivität von Holzschädlingen sowie Hausschwamm wird gestoppt – und
- die (sommerliche) Kondensation von der in warmer Luft enthaltenen Luftfeuchte am kühlen Mauerwerk zu verringern.

Wenn es das Ziel ist, lediglich die Bauwerksfeuchte zu senken oder die Innenraumtemperatur des Bauwerks auf ein gleichmäßiges Niveau zu bringen (etwa zur Konservierung von Baudenkmalen), so wird diese Art der Sockelleistenheizung auch als Temperierung oder Hüllflächentemperierung bezeichnet. Wenn der Fokus allein auf der Entfeuchtung des Baukörpers liegt, sollen die Heizrohre dabei unter Putz oder im Kontakt mit der Außenwand verlegt werden.
Heizleisten sollten ebenso wie Wandheizsysteme nur dann zur Trocknung der Außenwand eingesetzt werden, wenn die Feuchtigkeit lediglich in sehr begrenztem Maße nachströmt oder die erhöhte Feuchtigkeit auf einen unvorteilhaften Wandaufbau (außen dampfdichter als innen) oder eine mangelnde Abtrocknung der Außenwand (z. B. aufgrund eingeschränkter Belüftung und Besonnung der Außenseite) zurückzuführen ist.
Steigt eine größere Menge Feuchtigkeit auf, so ist umstritten, ob die Erwärmung der Wand die aufsteigende Feuchtigkeitsmenge reduziert oder sogar steigert. Je nach Umfang und Art der zugrundeliegenden Ursache können trotz Beheizung der Wand weiterhin Verfärbungen der Wandoberfläche, Putzschäden und Ausblühungen von Salzen auftreten. Der Einbau einer Horizontalsperre ist grundsätzlich vorzuziehen.

## Vergleich zur direkten Beheizung der Wandoberfläche und zu gewöhnlichen Heizsystemen
Die Wirksamkeit von Heizleisten im Vergleich zu konventionellen Heizkörpern ist umstritten. Je besser die Dämmung der Außenwand, desto geringer kann die Vorlauftemperatur eines Heizleistensystems ausgelegt werden, ohne dass die Konvektion durch die an der Außenwand herabsinkende Kaltluft behindert wird. Die Wirksamkeit der meist unterhalb der Fenster montierten Heizkörper ist dementsprechend eher vom Wärmedämmwert der Fenster abhängig.
Fußbodenheizungen können bei schlecht gedämmten Außenwänden oft nicht verhindern, dass es in der Nähe von Fenstern und anderen Kältebrücken zu Zuglufterscheinungen kommt. Bei Sockelheizleisten tritt dieser Effekt nicht auf, solange die Aufwärtsbewegung der Luft nicht durch Möbel oder ähnliches behindert wird.
Gegenüber unter Putz verlegten Wandheizungen geht bei Sockelleisten-Systemen weniger Energie durch die Außenwand verloren, da zunächst die aufsteigende Luft erwärmt wird und die Wandoberfläche aufgrund des Wärmeübergangswiderstands zwischen Luft und Bauteiloberfläche einige Grad kälter bleibt. Physiologisch kann dies von Nachteil sein, da Raumklima und Wohlbefinden von geringer Luft- und hoher Wandtemperatur profitieren.
Teilweise wird gefordert, dass sowohl Wandheizung wie auch Sockelleistenheizung nur an gut gedämmten Außenwänden installiert werden, da die Temperaturen der innenseitigen Wandoberfläche und damit auch die Wärmeverluste durch die Außenwand bei diesen Heizsystemen relativ hoch liegen. Manche Befürworter von Wand- und Sockelleistenheizungen argumentieren, dass die erhöhte Wandtemperatur einen reduzierten Feuchtigkeitsgehalt des Wandaufbaus zur Folge hat, was auch den Wärmedämmwert der Wand steigert, so dass bei Wänden mit aufsteigender Feuchte im Keller oder Erdgeschoss sogar eine Energieeinsparung erzielt werden könne. Da die Sockelleistenheizung die Außenwand weniger stark erwärmt, ist der Wärmeverlust ebenso wie der Trocknungseffekt geringer als bei der direkten Wandbeheizung.
Heizleisten müssen mit einer höheren Vorlauftemperatur als Systeme zur großflächigen Bauteilheizung betrieben werden, um bei ersteren die notwendige Konvektion in Gang zu bringen. Die Leisten eignen sich daher weniger gut zur Verwendung mit Wärmepumpen oder bei solarer Heizungsunterstützung, die bei niedrigen Vorlauftemperaturen deutlich effizienter arbeiten. Auch der Wirkungsgrad von Brennwertkesseln lässt sich durch eine reduzierte Rücklauftemperatur um einige Prozent steigern. Insbesondere bei dünnen und schlecht gedämmten Außenwänden können die Wärmeverluste durch eingeputzte Heizregister jedoch beträchtlich sein, so dass in diesem Fall Heizleisten trotz der höheren Vorlauftemperatur energiesparender arbeiten können.
Bei Heizleisten besteht nicht die Gefahr, die wasserführenden Leitungen versehentlich beim Befestigen von Bildern oder Möbeln zu perforieren, wie dies bei unter dem Putz liegenden Heizsystemen der Fall ist.

Eine Verbrauchsmessung sollte immer über einen Wärmemengenzähler im Hydraulikkreis erfolgen.

## Verkleidung und Platzbedarf
Die Verkleidungen der Heizleisten fallen je nach Ausführung optisch mehr oder weniger stark auf. Wenn Befestigungssystem der Heizleisten sowie gegebenenfalls der obere und hintere Teil der Verkleidung im Rohbau noch vor dem Verputzen der Wandoberfläche angebracht werden, trägt die Verkleidung nach Fertigstellung des Wandverputzes weniger auf. Besonders bei Altbauten mit unebenen Wänden kann die sichtbare Tiefe der Heizleiste durch das Einbetten im Putz deutlich verringert werden.
Wird eine Verkleidung aus Blech gewählt, so kann die Bautiefe von Heizleiste inklusive Verkleidung auf 3 cm reduziert werden. Um eine ausreichende Wärmeleistung zu erzielen (insbesondere bei großen Raumhöhen) müssen gegebenenfalls zwei Heizregister übereinander montiert werden, wodurch sich die Höhe der Leiste vergrößert.
Sofern die Raumluft durch Fett oder andere Stoffe belastet ist, sollte der obere Schlitz zum Ausströmen der erwärmten Luft vorzugsweise nach vorne gerichtet werden. Bei nach oben gerichtetem Schlitz können sich Verunreinigungen der Luft an der Wand unmittelbar oberhalb des Schlitzes absetzen und als dunkle Schlieren erkennbar werden. Durch das Verschwelen des mit der Luft transportierten Staubs erhöht sich die Gefahr der Verschmutzung der Wand möglicherweise auch mit der Vorlauftemperatur.
Aufgrund der vorstehenden Verkleidung der Heizleiste können Möbel häufig nicht bis an die Außenwand geschoben werden. Jedoch sollten Möbel auch bei konventioneller Beheizung zur Vermeidung von Schimmelbildung im Winter nicht bis unmittelbar an die Außenwand geschoben werden. Ebenso wie bei verputzten Wandheizungssystemen sollte über einer Heizleiste ein Abstand von einigen Zentimetern zwischen Möbelstücks und Wand eingehalten werden, um das Aufsteigen der erwärmten Luft zu ermöglichen. Steht das Möbelstück zu weit vor der Wand, so kann in vielen Fällen vom Tischler eine Aussparung in den hinteren Fußbereich des Möbelstücks geschnitten werden. Bei der Installation der Heizleisten-Verkleidung sowie der Auswahl der Möblierung sollte darauf geachtet werden, dass die Zirkulation der Luft innerhalb der Heizleiste sowie auch um das Möbelstück herum nicht unterbunden wird.
Wird bei der Planung des Gebäudes eine Aussparung im unteren Bereich der Wand vorgesehen, so kann das Heizsystem in vielen Fällen oberflächenbündig in der Wand integriert werden. Sichtbar sind dann nur noch die etwa 2,5 bis 6 cm hohen Luftein- und Austrittsöffnungen. Bei gemauerten Wänden bietet es sich an, für die unteren Steinlagen des Mauerwerks ein Material mit verbesserter Wärmedämmung und dafür entsprechend verringerter Mauerstärke zu wählen, so dass die Heizleiste in der Aussparung am Mauerfuß montiert werden kann. Beispielsweise könnten Hochlochziegel im unteren Bereich durch Porenbetonsteine ersetzt werden.
Im Holztafelbau und bei Betonwänden ist es ebenfalls häufig möglich, eine Aussparung für die Heizleiste im Sockelbereich vorzusehen, denn die Bemessung der Wandstärke richtet sich bei Gebäuden mit wenigen Geschossen nach dem Knickmoment, dessen Maximum in der Wandmitte auftritt.
Die Verkleidung kann wie bei einem Sockelleistenkanal zur Montage von Installationsdosen genutzt werden, sofern genug Platz vorhanden ist. Elektrische Leitungen sollten im unteren Bereich der Heizleiste verlegt werden, wo sie von der einströmenden Luft gekühlt werden. Eine Erwärmung von Starkstrom-Kabeln führt zu einer verminderten Strombelastbarkeit. Die Lebensdauer von elektrischen Leitungen verringert sich bei Erwärmung über +60 °C.

## Arten

### Elektrische Heizleisten
In diesen sind Heizstäbe verbaut, die elektrisch erwärmt werden. Um die Wärmeabgabe zu vergrößern, sind die Heizstäbe meist mit Rippen oder Lamellen ausgestattet.

### Wasserführende Heizleisten
Die übliche Ausführung besteht aus wasserführenden Rohren, die in der Regel aus Kupfer bestehen und von vorne sowie von oben durch eine Verkleidung verdeckt werden. Die Verkleidung hat oben und unten Öffnungen, durch welche die aufgewärmte Luft strömt.
Um eine höhere Wärmeabgabe der Rohre zu erreichen, wird deren Oberfläche durch Rippen oder ein Drahtgeflecht vergrößert.
Die meisten Systeme verwenden Kupferrohre im Durchmesser von 13, 15, 18 oder 22 mm, wobei Rohre mit 22 mm Außendurchmesser am häufigsten eingesetzt werden.
In Zweirohr-Systemen (Vorlauf und Rücklauf werden zusätzlich zu Heizleiste mitgeführt) sind Rohrdurchmesser bis 15 mm in der Regel ausreichend. Die größere Biegesteifigkeit von Rohren mit 22 mm Durchmesser kann vorteilhaft sein, wenn sie unverkleidet montiert werden.
Der Rohrdurchmesser von 22 mm wurde ursprünglich wohl gewählt, um bei Installation als Einrohrsystem auch bei großen Wohnungen einen ausreichenden Volumenstrom zu ermöglichen. Es wurde dann oft in jedem Raum vor und hinter den Heizelementen eine Umgehungsleitung ('Nebenschluss') mit zwei 90° Winkeln vom Hauptrohr abgezweigt und in der Hauptleitung wurde ein Thermostat mit geringem Strömungswiderstand vorgesehen. Je nach momentanem Durchlass des Thermostatventils strömte dann ein mehr oder weniger großer Anteil des Gesamt-Volumenstroms durch die Umgehungsleitung.
Um einen möglichst flachen Aufbau zu erreichen, können flache Wärmeleitbleche, die eigentlich zur horizontalen Verlegung in Trockenestrich gedacht sind, um eine bessere Wärmeabgabe von Fußbodenheizungen zu erreichen, über Vorlauf- und Rücklaufleitung gesteckt werden. Zur Fixierung der vertikalen Position können die Bleche mit Wärmeleitkleber befestigt werden.
Um die Länge der wärmeübertragenden Flächen lässt sich durch die Verwendung von Lötfittingen und Armaturen mit Lötanschlüssen maximieren, da diese eine geringere Baulänge benötigen, als andere Arten der Rohrverbindung. Lötfittinge haben zudem einen geringen Außendurchmesser, so dass es möglich ist, auch die Fittinge mit aufsteckbaren Wärmerippen zu versehen.
Angeboten werden auch Fußleisten aus horizontal montierten Hohlkammerprofilen, welche die Wärme direkt abstrahlen und nicht von Luft durchströmt werden. Zur Erzielung einer ausreichenden Heizleistung sind hierbei hohe Vorlauftemperaturen erforderlich.

#### Netzrohre
Bei Netzrohren wird ein zylinderförmiges Geflecht aus Draht über das Rohr geschoben und mit diesem verlötet. Die Reinigung von Netzrohren geschieht zweckmäßig mit einem langhaarigen Handfeger oder mit Druckluft.

#### Wärmeleitlamellen und Rippenrohre

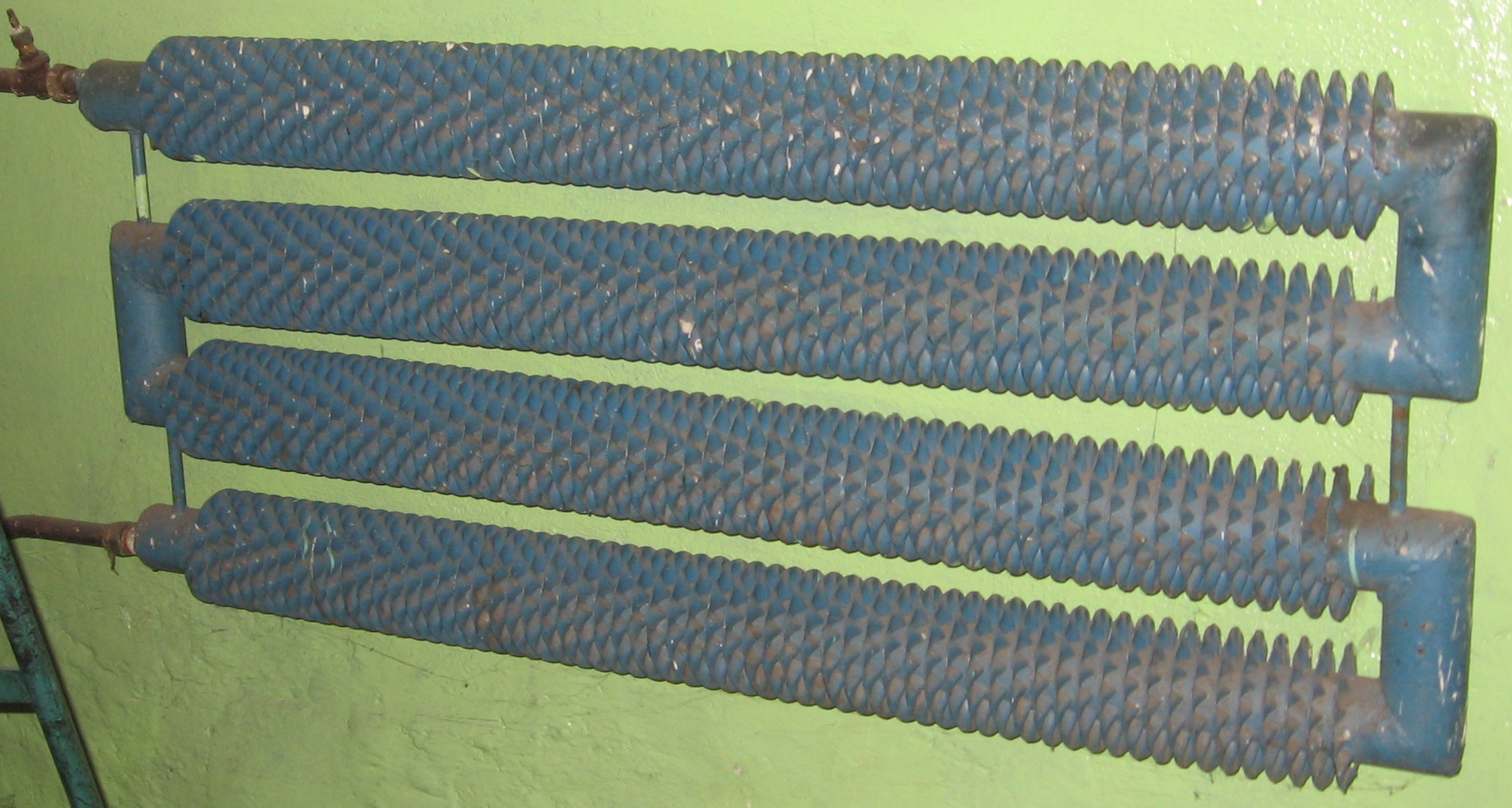
Rippenheizrohr, wie es in Werkstätten und Garagen eingesetzt wird.

Wärmeleitlamellen aus dünnem verzinktem Blech oder stranggepresstem Aluminium werden typischerweise in Breiten von 40 bis 50 mm und Höhen von 70 bis 200 mm gefertigt. Bei der Wahl der Rippenstruktur ist ein Kompromiss zwischen Wärmeabgabe und erhöhtem Strömungswiderstand durch engstehende Lamellen zu finden.
Lamellenpakete werden entweder nach der Installation des Vorlaufs auf das Rohr aufgesteckt oder bereits mit dem Rohr verpresst geliefert. Teilweise können die verpressten Lamellen an Stellen, an denen das Rohr abgelängt werden soll, wieder abgelöst werden. Bei anderen Bauarten können lediglich die freien Rohrenden abgelängt werden und die Lamellenrohre müssen ansonsten in den angebotenen Längen verwendet werden. In diesem Fall lässt es sich nicht vermeiden, dass gewissen Rohrlängen bei der Installation frei von Lamellen bleiben. Es kann dann zu einem aufsteckbaren System gegriffen werden, um auch diese Rohrstrecken mit Lamellen zu versehen. Aufsteckbare Systeme erleichtern insgesamt die Montage, weisen jedoch einen etwas schlechteren Wärmeübergang zwischen Rohr und Lamellenpaket auf.
Teilweise werden Lamellenpakete mit zwei übereinanderliegenden Rohren gefertigt. Wird das untere Rohr als Rücklaufleitung verwendet, so findet über die Lamellen eine gewisse Wärmeübertragung zwischen Vorlauf und Rücklauf statt. Insbesondere bei Verwendung von Brennwertgeräten sowie bei längeren Heizkreisen kann dies unerwünscht sein. Vermeiden lässt sich die Erhöhung der Rücklauftemperatur durch die Verlegung eines dritten Rohres.
Zur Herstellung von Rippenrohren werden runde oder eckige Blechabschnitte lamellenförmig mit dem Rohr verpresst, verlötet oder verschweißt.
In Werkstätten und im industriellen Einsatz werden robuste Rippenrohre mit angesetzten Blechscheiben oder um das Rohr gewendelten Blechstreifen eingesetzt, die auch am inneren Rand gewellt oder am äußeren Rand geschlitzt werden können. Dadurch verbessert sich die Wärmeabgabe, die Reinigung wird allerdings erschwert.
Im Wohnbereich werden heute Rippenrohre mit vielen feinen Lamellen angeboten, die einen effizienten Betrieb auch mit niedrigen Vorlauftemperaturen ermöglichen.
Überwiegend werden rechteckige Lamellen angeboten, seltener auch runde. Die Breite von runden Lamellen wird bei manchen Ausführungen reduziert, indem die äußeren Kanten der Lamellen beidseitig abgetrennt oder umgefaltet werden, so dass sie in Längsrichtung des Rohres weisen.
Wärmeleistungen werden von den Herstellern mit bis zu 100 Watt pro Meter berippter Rohrlänge bei +45 °C Vorlauftemperatur und bis zu 300 Watt bei +70 °C Vorlauftemperatur angegeben. Die höchsten erreichbaren Leistungen liegen bei 300 bzw. 600 Watt.

#### Hohlkammerprofile
Neben den nach dem Konvektor-Prinzip arbeitenden Heizleisten gibt es auch wärmeabstrahlende Hohlkammerprofile, die gewöhnlichen Fußleisten ähnlich sehen und anstelle von diesen entlang der Außenwände montiert werden. Diese beheizbaren Sockelleisten sind meist höher als gewöhnliche Fußleisten, um genügend Wärme an den Raum abstrahlen zu können. Die Hohlkammerprofile werden in der Regel aus Aluminium gefertigt und vom Heizungswasser direkt durchströmt.
Sie sind optisch sehr viel unscheinbarer, als von Luft durchströmte Heizleisten, da sie flacher sind und keine Schlitze zum Ein- und Ausströmen der Raumluft benötigen.
Da bei diesen Sockelheizleisten nur eine relativ geringe Fläche zum Wärmeübergang bereitsteht, benötigen sie entsprechend höhere Vorlauftemperaturen, um eine mit Rippenrohrsystemen vergleichbare Heizleistung zu erbringen.
Wirtschaftlich einsetzbar sind sie darum in der Regel nur
- als Zusatzheizung, wenn ein weiteres Heizsystem zur Verfügung steht oder in Niedrigenergie- und Passivhäusern oder
- zur Temperierung, d. h. wenn nur niedrige Raumtemperaturen erforderlich sind, oder
- wenn ohnehin hohe Temperaturen zur Verfügung stehen, wie etwa bei Festbrennstoffheizungen (Holz- und Kohleöfen).

Wie bei allen Heizsystemen mit hohen Oberflächentemperaturen kann durch Verschwelung der in der Raumluft enthaltenen Staubteilchen eine Reizung der Atemwege eintreten. Aus diesem Grund sollte die Vorlauftemperatur auf höchstens 60 °C begrenzt werden.

## Auslegung
Die Angaben der Hersteller zur Heizleistung bleiben oft vage und nur selten wird angegeben, ob die Werte unter normierten Bedingungen geprüft wurden.
Bei konvektiver Wärmeabgabe steigt die Wärmeleistung überproportional mit der Vorlauftemperatur. Bei einer Erhöhung von +40 auf +60 °C oder von +50 auf +70 °C erhöht sich die Heizleistung in der Regel auf mehr als das doppelte.
Aufgrund des Kamineffekts kann die Heizleistung auch durch Erhöhung der vorderen Verkleidung gesteigert werden (zur Verlängerung der effektiven Höhe des „Kamins“). Die Vergrößerung der Heizleistung steigt in diesem Fall allerdings weniger stark als bei Erhöhung der Temperatur des Heizkreises.

## Installation
In den 70er Jahren wurde zur Vereinfachung der Installation unter anderem von Alfred Eisenschink, dem Pionier der Sockelleistenheizung in Deutschland und Gründer der Fa. sancal Heiztechnik GmbH, ein Einrohrsystem vorgesehen.
Unter den heutigen technischen und wirtschaftlichen Voraussetzungen erlaubt das Zweirohrsystem jedoch eine nicht unbedeutende Energieeinsparung, insbesondere bei Verwendung von Brennwertkesseln und elektronisch geregelten Heizungspumpen.
Werden zwei oder mehr mit Wärmeleitrippen oder -blechen versehene Heizrohre übereinander verlegt, so sollte bei wasserführenden Systemen die Temperatur von oben nach unten abfallen. Für eine effiziente Wärmeübertragung und eine möglichst kalte Rücklauftemperatur sollte der Vorlauf also oben angeschlossen werden. Ansonsten würde die aufsteigende, vom heißen Vorlauf erwärmte Luft vom höherliegenden, kühleren Rohr nicht weiter erwärmt und unter Umständen sogar abgebremst.
In den Montageskizzen mancher Hersteller verläuft die Rücklauf-Leitung oberhalb des Rippenrohres. Der Grund ist, dass das Heizelement innerhalb der begrenzten Höhe des Sockelleistenkanals möglichst weit unten liegen sollte, damit der Kamineffekt zum Antrieb der Luftströmung bestmöglich ausgenutzt werden kann. Sofern sich der Rücklauf jedoch ohne Platzverlust oder andere Nachteile unterhalb des Heizelements montieren lässt, kann dies die Effizienz von Niedertemperaturheizungen geringfügig verbessern.

### Montage
Beim Verlegen der Rohre sollte bei Richtungsänderungen ein Bewegungsspielraum von ca. 1 bis 1,5 mm pro Meter gerader Leitungslänge für Fitting und das quer abgehende Leitungsstück vorgesehen werden, um die Wärmedehnung der Rohre zu erlauben, ohne dass es zu Spannungen oder einem Aufwerfen der Rohre kommt.
Die Hersteller empfehlen unterhalb der Verkleidung bzw. des untersten Bauelements einen Abstand von 30 bis 70 mm zum Boden einzuhalten, um das Ansaugen von Staub in die Heizleiste zu vermeiden. Ein Abstand von 40 mm erlaubt den Einsatz eines gewöhnlichen Staubsaugerfußes und bei einem Abstand von 70 mm kann auch mit einem Besen unter dem Heizelement gefegt werden.
Als Abstand zwischen den Abstützungen der Heizelemente werden oft 75 cm vorgesehen.
Insbesondere bei Verwendung von Holz-Konsolen zum Stützen der Rohre, sollte eine Lage Filz, Textil oder Kunststoffstreifen zwischen Rohr und Holz gelegt werden, um beim Aufheizen der Heizelemente Geräusche durch das Reiben von Metall auf Holz aufgrund der Wärmedehnung zu vermeiden.

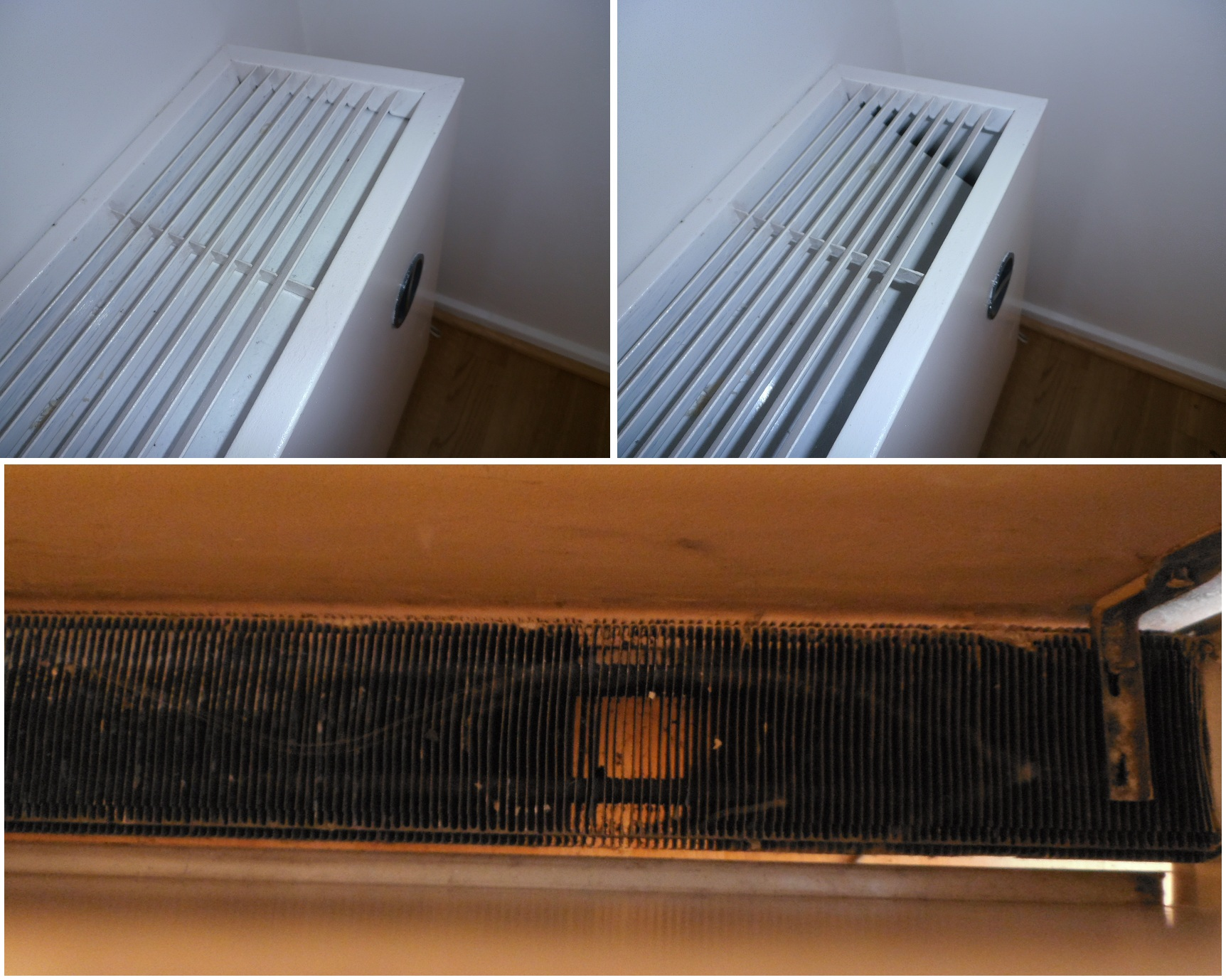
Ein niedriger Konvektor mit innenliegendem Rippenrohr und Verschlussklappe zur Steuerung der Wärmeabgabe, wie er in den USA entlang von Außenwänden installiert wird.

### Bodentiefe Verglasung und Terrassentüren
Wenige Hersteller bieten Heizelemente an, die zwischen Fußboden und Tür- oder Fensterelement bzw. Türschwelle eingefügt werden können, um bei bodentiefen Fenstern und Außentüren einen aufsteigenden Warmluftschleier zu erzeugen und zugleich eine Verbindung der Heizleisten zu beiden Seiten der Wandöffnung zu ermöglichen.
Alternativ können die (Sockel-)Heizregister als Unterflurkonvektor in den Fußboden eingelassen werden.
Ist die Glasfläche klein genug, dass ein unterseitig installiertes Heizelement nicht erforderlich ist, oder ist bereits eine Fußbodenheizung vorhanden, so kann zur Verlegung der Verbindungsleitungen der Fußboden geschlitzt werden. Ein scharfkantig ausgeführter Schlitz kann anschließend auf einfache Weise durch das Einlassen einer Holzleiste verschlossen werden. Zum Verschluss einer gegebenenfalls verbleibenden Fuge sind spezielle Metallleisten erhältlich. Wenn die thermische Ausdehnung der Rohrleitungen bedacht wird, so können diese auch mit einem geeigneten Vergussmörtel bzw. Estrich vergossen werden, um die Wärmeleistung der Rohrstücke auszunutzen.
Wenn Außenwände und Fenster- bzw. Türlaibungen über einen ausreichenden Dämmwert verfügen, kann es sinnvoll sein, die Verbindungsleitungen an der Innenseite der Außenwand um die Wandöffnung herumzuführen und in der Art einer Wandheizung einzuputzen. Die Wärmeabstrahlung der eingeputzten Leitungen gleicht die im Bereich der Wandöffnung verringerte Wärmestrahlung aus. Der Kaltluftstrom, der von großen verglasten Flächen auf den Fußboden herabsinkt kann auf diese Weise nicht vermindert werden. Bei Verwendung von modernem 3-fach-verglastem Wärmedämmglas ist dieser Effekt jedoch gering.